# Ярмарка тщеславия
«Я́рмарка тщесла́вия» (англ. Vanity Fair: A Novel without a Hero) — роман Уильяма Мейкписа Теккерея об английском обществе эпохи Наполеоновских войн, который публиковался в сатирическом журнале Punch с января 1847 по июль 1848 года.

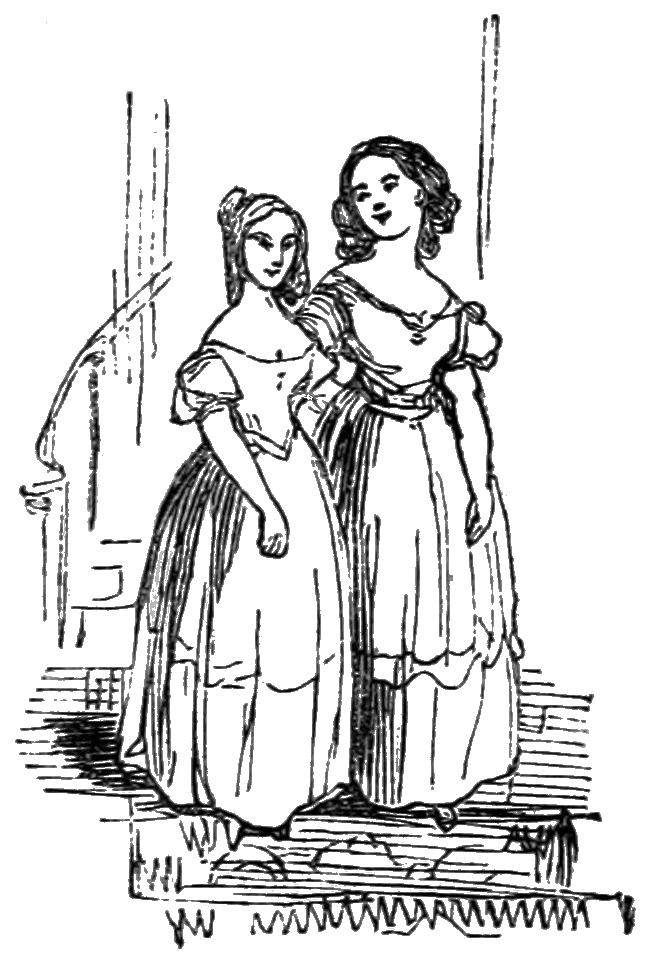
Иллюстрация к роману. Ребекка и Эмилия

## Сюжет
В прологе к роману автор позиционирует себя как бродячего артиста-кукольника, готовящегося разыграть перед зрителями представление.
Главные героини, мисс Эмилия Седли и мисс Ребекка (Бекки) Шарп, учатся вместе в частном пансионе мисс Пинкертон.
Эмилия — дочь успешного коммерсанта, обладает ровным и кротким нравом и пользуется всеобщим обожанием.
Бекки же — сирота, дочь спившегося художника и французской танцовщицы, оставивших в наследство своей дочери лишь яркую внешность, артистизм, ум и блестящее знание французского языка. Она живёт в пансионате у мисс Пинкертон и получает образование, исполняя обязанности учительницы французского для младших воспитанниц.
Эмилия Седли — единственный человек, к которому Бекки относится с почти искренней добротой. «Почти» — поскольку дружбу отравляет как осознание Бекки неравности их положения, так и то, что Эмилия, не знавшая нужды, не может понять проблем Бекки и помочь своей подруге.
Девушки покидают пансион вместе. Эмилия — для того, чтобы поселиться с родителями и вскоре вступить в брак с сыном состоятельного дельца офицером Джорджем Осборном, которого она обожает. Бекки же получила место гувернантки в одном обедневшем аристократическом семействе, но перед тем как приступить к работе, она по приглашению подруги некоторое время гостит у неё.
В доме Седли мисс Шарп встречает брата Эмилии, мистера Джоза Седли, неуклюжего, тщеславного, но вполне добродушного чиновника Ост-Индской компании. Ребекка всеми силами пытается склонить его к предложению руки и сердца, но вследствие нерешительности Джоза и вмешательства Джорджа Осборна, жениха Эмилии, не желающего породниться с «гувернанткой», Ребекка терпит поражение.
Она вынуждена покинуть Седли и отправиться к семейству Кроули. В доме, где обитают сэр Питт Кроули (взбалмошный и выживший из ума старик) с женой, его сын мистер Питт Кроули и младшие дочери, Ребекка вскоре добивается доверия и благосклонности. Но семейство сэра Питта, несмотря на родовое поместье, огромное количество славных предков и место в Палате общин, бедно, и все его члены с нетерпением ждут смерти сестры сэра Питта, богатой мисс Матильды Кроули. Сама мисс с удовольствием принимает всеобщее поклонение её богатству, но собирается оставить с носом своих братьев и старшего племянника, добропорядочного и занудливого Питта, сделав своим наследником младшего племянника, офицера Родона Кроули. Во время посещения мисс Кроули поместья сэра Питта Бекки завоёвывает её симпатию и уже по её желанию едет с ней в Лондон. Но место компаньонки у капризной старухи непрочно, поэтому Бекки решает предпринять шаги для укрепления своего положения. Когда овдовевший сэр Питт приезжает в Лондон, чтобы сделать мисс Шарп предложение стать очередной леди Кроули, Ребекка вынуждена ответить отказом — поскольку она уже тайно обвенчана с сыном сэра Питта и любимцем мисс Матильды Родоном, без памяти в неё влюблённым. Мисс Кроули, узнав, что племянник обвенчался с гувернанткой, навсегда вычеркивает и его, и Бекки и из сердца, и из завещания.
Тем временем Эмилия тоже собирается под венец за Джорджа Осборна. Но неожиданно мистер Седли-старший разоряется, и старик Осборн не разрешает своему сыну жениться на дочери банкрота. Несмотря на запрет, а также тот факт, что сам Джордж вовсе не питает к Эмилии страстной любви, он всё же женится на ней. Это происходит, главным образом, благодаря уговорам друга Джорджа, Уильяма Доббина, который сам тайно влюблен в Эмилию, но, понимая, что девушка думает только о Джордже, решает отойти в сторону, напоминая молодому и тщеславному Осборну об офицерской чести, которую не украсит отказ от брака с девушкой лишь по причине её внезапной бедности.
Свадьба состоялась, и медовый месяц молодожёны проводят вместе с четой Кроули, Бекки и Родоном. Хотя не прошло и недели после свадьбы, Джордж Осборн увлёкся миссис Кроули. От бегства с Ребеккой его «спасла» война с Наполеоном. Родон и Джордж принимают участие в битве при Ватерлоо, но Осборн с неё не возвращается. Таким образом, о нём осталась вечная память и вечная преданность жены.
Вскоре у Эмилии рождается сын Джорджи, а у Бекки сын Родон (оба названы в честь отцов). Тем временем скончался старый сэр Питт Кроули, и во главе семьи теперь его сыновья Питт-младший и Полх Юджин, который после кончины мисс Кроули стал наследником её богатств. Бекки с мужем и сыном пытаются прорваться в высшее общество, посещая разные светские мероприятия, заводя знакомства с «достойными» людьми. Но до добра это не довело, и однажды Родон застал жену во время сомнительного свидания с богатым поклонником лордом Стайном. Взбешённый муж находит у неё в секретере тайник с деньгами, хотя, по его мнению, семья находится в бедственном положении. Надвигается дуэль, но через посредников Стайн и Родон отказываются от неё, и на следующий день Родон узнаёт, что назначен на место губернатора острова Ковентри. Родон бросает жену, хотя и высылает ей ежегодное содержание. Некоторое время спустя он умирает от лихорадки за полтора месяца до смерти своего брата Питта. Всё состояние Кроули наследует сын Родона и Ребекки, Родон-младший.

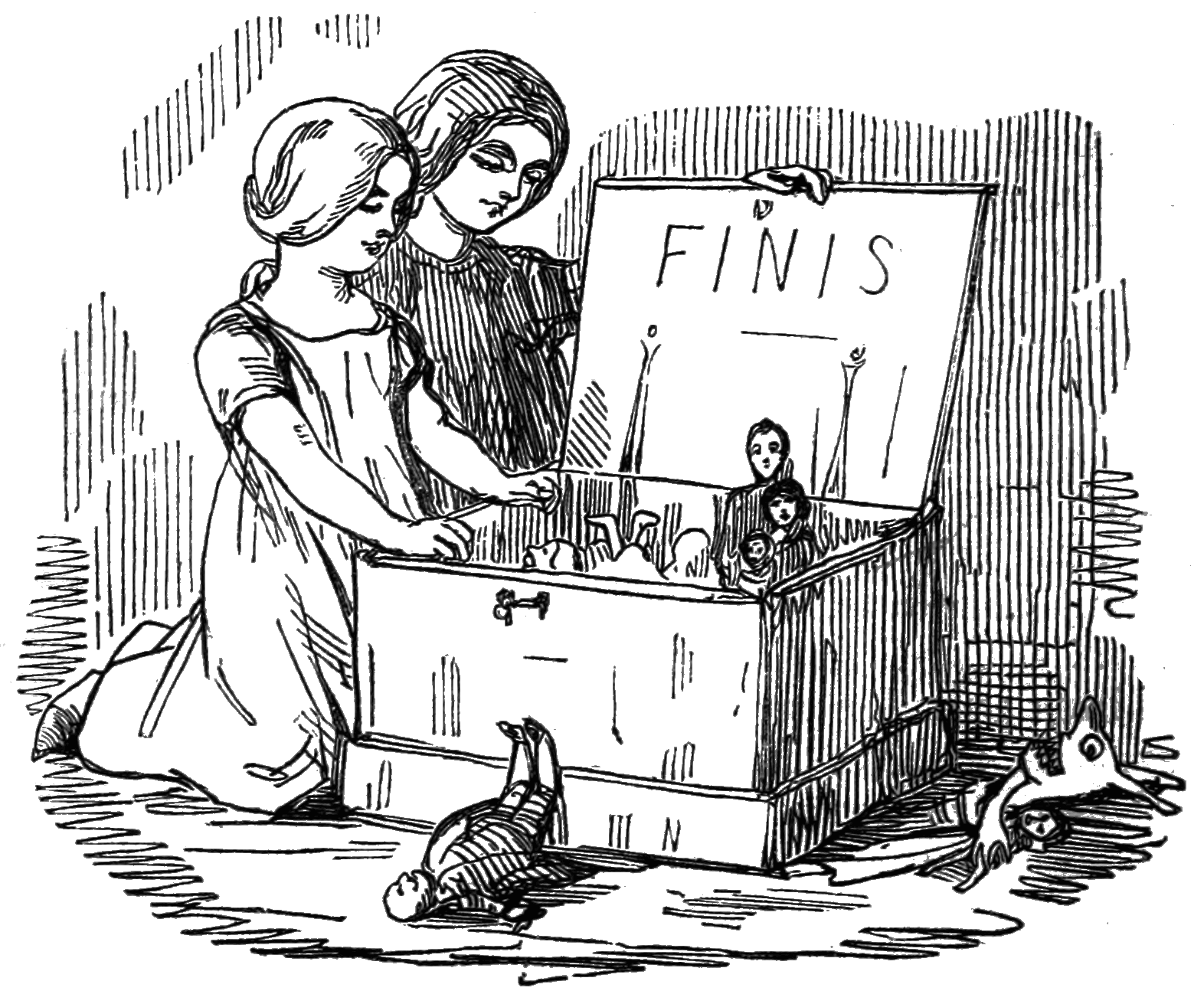
Иллюстрация к финалу романа

После скандала с лордом Стайном Ребекка изгнана из лондонского общества и скитается по Европе в поисках счастья. Здесь ей пришлось вести крайне безнравственную жизнь, стать почти цыганкой. Но тут она встречается с Эмилией, майором Доббином и Джозом Седли. От Ребекки Эмилия узнаёт, что её покойный муж Джордж на самом деле никогда её не любил, и выходит замуж за Доббина, который до этого много лет безуспешно добивался её руки. Результатом брака стала девочка Джейн.
Бекки же вновь пытается соблазнить Джоза, и на сей раз ей это удаётся. Однако через несколько лет Джоз умирает, оставляя Ребекке по завещанию лишь половину страховки: всё состояние Джозефа к тому моменту оказывается растраченным из-за неудачных махинаций Ребекки. Ребекка остаётся одна, её сын Родон не возобновляет отношений с матерью, но оказывает ей финансовую поддержку.
«Давайте, дети, сложим кукол и закроем ящик, ибо наше представление окончено», — с грустной улыбкой завершает свой роман «кукольник»-автор.

## Экранизации

### Немое кино
- 1911 — «Ярмарка тщеславия». Режиссёр Чарльз Кент. В роли Ребекки — Хелен Гарднер, в роли Эмилии — Роуз Тэпли.
- 1915 — «Ярмарка тщеславия». Режиссёр Чарльз Бребин. В роли Ребекки — Минни Маддерн Фиске, в роли Эмилии — Хелен Фултон.
- 1922 — «Ярмарка тщеславия». Режиссёр Кортни Роуден. В роли Ребекки — Космо Кёрли Бэлью.
- 1923 — «Ярмарка тщеславия». Режиссёр Хьюго Бэллин. В роли Ребекки — Мейбл Бэллин, в роли Эмилии — Элинор Бордман.

### Звуковое кино
- 1932 — «Ярмарка тщеславия». Режиссёр Честер М. Франклин. В роли Ребекки — Мирна Лой, в роли Эмилии — Барбара Кент.
- 1935 — «Бекки Шарп». Режиссёр Рубен Мамулян. В роли Ребекки — Мириам Хопкинс (номинация на премию «Оскар» за лучшее исполнение главной женской роли), в роли Эмилии — Фрэнсис Ди.
- 2004 — «Ярмарка тщеславия». Режиссёр — Мира Наир. В роли Ребекки — Риз Уизерспун, в роли Эмилии — Ромола Гараи.

### Телепостановки
- 1967 — «Ярмарка тщеславия», мини-сериал канала BBC. Режиссёр Рекс Такер. В роли Ребекки — Сьюзан Хэмпшир, в роли Эмилии — Мэрилин Тайлерсон.
- 1976 — «Ярмарка тщеславия», ТВ-спектакль в постановке Московского Малого театра, производство ТО «Экран» СССР
- 1987 — «Ярмарка тщеславия», мини-сериал канала BBC. В роли Ребекки — Ив Мэтисон, в роли Эмилии — Ребекка Шеир.
- 1998 — «Ярмарка тщеславия», мини-сериал канала BBC. Режиссёр Марк Манден. В роли Ребекки — Наташа Литтл, в роли Эмилии — Фрэнсис Грей.
- 2018 — «Ярмарка тщеславия», мини-сериал канала ITV. В роли Ребекки — Оливия Кук, в роли Эмилии — Клаудия Джесси.

## Адаптации
- Пьеса «Бекки Шарп» Лэнгдона Элвина Митчелла.